# Alangium platanifolium
Alangium platanifolium là một loài thực vật có hoa trong họ Cornaceae. Loài này được (Siebold & Zucc.) Harms miêu tả khoa học đầu tiên năm 1898.